# 黑白潛行
《黑白潛行》（英語：The Grey Men）是2024香港犯罪動作片，由黃羿導演，由安志傑、曾志偉領銜主演，由古斌及何佩瑜主演，由陳保元、盧惠光、洪俊嘉、林子善、王軍輝、王合喜及黃集鋒特別演出，中國於2024年2月4日在優酷上線。

## 演員
| 演員                | 角色                                | 介紹                                                                          |
| 安志傑              | 周天深（天哥） （粵語配音：黃建弘） | 犯罪集團龍頭，實為警方臥底 最後因腦出血而病逝                                 |
| 曾志偉              | 豹哥                                | 犯罪集團龍頭，周天深的老大，實陷害其 最終被周天深槍殺身亡                     |
| 古斌                | 蘇泰山（阿山)                       | 周天深的得力助手，實為臥底警察，最後復職 邱警官的下屬                         |
| 何佩瑜              | 阿歡                                | 周天深手下 被猜疑的豹哥派人殺死                                               |
| 盧惠光 （特別演出） | 查猜                                | 毒販，在三年前陷害豹哥、孔雀及周天深，間接令周天深入獄三年                    |
| 陳保元              | 孔雀                                | 犯罪集團成員 和周天深假扮不和來揭發豹哥的真面目，在殺死其時被其的手下割喉殺害 |
| 洪俊嘉              | 響尾蛇                              | 毒販，和周天深不和 因割下周天深兩根手指而被其槍殺身亡                         |
| 林子善              | 細狗                                | 犯罪集團成員，周天深手下 後被響尾蛇槍傷後，為了減少痛自願被周天深槍殺身亡     |
| 王合喜              | 邱警官                              | 高級督察                                                                      |
| 何慈茵              |                                     | 豹哥手下                                                                      |
| 呂晨曦              | 蘇穎琪                              | 蘇泰山的妹妹 本患病，被周天深安排手術後康復，但被阿歡誤殺身亡                 |
| 羅天池              | 火水                                | 孔雀的弟弟 表面被周天深殺害，實和其合作並假死                                 |
| 王軍輝              | 樂仔                                |                                                                               |
| 黃曉戈              |                                     |                                                                               |
| 洛奇                |                                     |                                                                               |

## 制作
2023年9月在泰國开拍。同年10月9日杀青。這是曾志偉經無間道後再次出演相同性質的反派。

## 发行
2024年2月4日，本片于優酷上線。安志傑在此片以爆肌的身材拍攝，報道亦稱：不論動作與煞氣均不下當年與甄子丹合演的《特殊身份》。